# SPECULOOS-3
SPECULOOS-3, también conocida como LSPM J2049+3336, es una enana roja (del tipo espectral M6.5) situada a 54,6 años luz de la Tierra  en la constelación de Cygnus. Es una de las estrellas más pequeñas conocidas. Mucho más tenue y pequeña que el Sol, sólo tiene 0,1 veces su masa, el 0,08% de la luminosidad solar y una temperatura efectiva de 2800 Kelvin (2526,9 °C), menos de la mitad que la temperatura del Sol (5.772 K). 
Se le conoce al menos un exoplaneta en órbita, lo que la convierte en la segunda enana ultrafría con sistema planetario conocido, después de TRAPPIST-1.

## Propiedades estelares
La edad de SPECULOOS-3 no ha podido ser calculada con fiabilidad, pero se ha restringido a 6.600 millones de años, (un 44% mayor que la del Sistema Solar), aunque este cálculo tiene importantes márgenes de error.
Un análisis bayesiano de la estrella predijo una masa de 0.101 M๏, una temperatura efectiva de 2800 K (2526,9 °C; 4580,3 °F)  y una luminosidad de 8.35× 10 −6 L๏ . Estas características etiquetan a SPECULOOS-3 como una enana ultrafría. Se tratan de estrellas al final de la secuencia principal, con baja temperatura, luminosidad y volumen reducido, similares en algunos casos al de planetas como Júpiter.
Se le estima una velocidad de revolución de 4,8 km/s, completando una rotación completa cada 1,34 días
El radio estelar, se calculó utilizando la ley de Stefan-Boltzmann, y se estimó en 0.134 veces el del Sol. Su magnitud aparente es de sólo 17.8, por lo que no puede ser observada a simple vista.
Fue descubierta por primera vez en 2005, en el listado LSPM-North, cuyo principal objetivo fue registrar las estrellas del hemisferio septentrional celeste con movimientos propios superiores a 0,15" por año y magnitudes aparentes inferiores a 21m. En 2014 se calculó su primer paralaje trigonométrico, a fin de conocer su distancia, resultando en 48.27 años luz. Posteriormente  Gaia Data Release 3 (2023) publicó un nuevo paralaje de 59,7 arcsec, lo que se traduce en una distancia de 54.6 (ly) años luz. Se trata, por tanto, de una estrella que en términos astronómicos se sitúa relativamente cerca del Sistema Solar.
Las estrellas enanas rojas como SPECULOOS-3 son el tipo de estrella más numeroso y representan el 70% de todas las estrellas de la Vía Láctea. Tienen esperanzas de vida previstas de al menos 100 mil millones de años, más que la propia edad del universo, y 10 veces la esperada en estrellas como el Sol.

## Sistema planetario
En 2024, se descubrió un exoplaneta en órbita mediante el método de tránsito.  Denominado SPECULOOS-3 b, posee un tamaño aproximado al de la Tierra, con un radio previsto de 0,98 veces el terrestre.
La masa de SPECULOOS-3 b no ha sido medida por el momento, pero el Catálogo de Exoplanetas de la NASA la estimó en 0.894 masas terrestres. Su temperatura de equilibrio es de aproximadamente 553 Kelvin (279,9 °C; 535,7 °F) , lo que probablemente implique que su lado diurno no esté fundido y sea de roca sólida. 
Debido a la cercanía a su estrella, completa una órbita completa en 17 horas. Por ello, recibe niveles muy altos de radiación y probablemente esté acoplado por mareas, lo que significa que un hemisferio planeta apunta siempre hacia su estrella anfitriona (al igual que la Luna con la Tierra). Su descubrimiento se realizó en el proyecto SPECULOOS, siendo publicado el 15 de mayo de 2024 en la revista académica Nature Astronomy.
Este exoplaneta es óptimo para el estudio espectrométrico mediante el Telescopio Espacial James Webb, a fin de obtener información sobre la mineralogía del planeta, la posibilidad de que albergue una atmósfera, y la composición de la misma.